# HK Olimpija
Der Hokejski klub Olimpija (früher HD HS Olimpija, HS Toja Olimpija) ist ein slowenischer Eishockeyclub aus Ljubljana, der 2004 als Nachwuchsverein der HDD Olimpija Ljubljana gegründet wurde und seit 2021 an der ICE Hockey League sowie seit 2010 an der slowenischen Eishockeyliga teilnimmt.

## Geschichte
Der HK Olimpija wurde 2004 als Nachwuchsverein der HDD Olimpija Ljubljana gegründet und nahm mit der ersten Mannschaft des Vereins den Spielbetrieb in der slowenischen Eishockeyliga auf.
2009 wurde der HK Olimpija in die neu gegründete Slohokej Liga aufgenommen, deren Vizemeisterschaft der Verein 2011 und 2012 gewann. Seit der Saison 2012/13 nimmt der HK Olimpija an der Erste Bank Young Stars League, der U20-Liga und seit 2013/14 zusätzlich an der Erste Bank Juniors League, der U18-Liga der EBEL teil.
Nachdem der HDD Olimpija Ljubljana nach Ende der Saison 2016/17 in die Insolvenz gegangen war, bewarb sich der HK Olimpija für die Saison 2017/18 der Alps Hockey League und nahm anschließend dort als zweiter slowenischer Verein teil. Er konnte die Liga 2019 und 2021 gewinnen.
In der Saison 2018/19 nahm der Verein mit einer Frauenmannschaft, die vor allem aus slowenischen Nationalspielerinnen bestand, am Spielbetrieb der Elite Women’s Hockey League teil und belegte den neunten (letzten) Platz.
Zur Saison 2021/22 wurde der HK Olimpija als einer von drei neuen Clubs in die ICE Hockey League aufgenommen.

## Erfolge
- Meister der Alps Hockey League 2019, 2021
- Slowenischer Meister 2019, 2022, 2023, 2024, 2025
- Slowenischer Pokalsieger 2019, 2020, 2022, 2023
- Vizemeister der Slohokej Liga 2011, 2012
- Meister der EBYSL 2013/14

## Spielstätte
Die Heimstätte des Clubs ist die Hala Tivoli, die 7.000 Zuschauern Platz bietet.